# Uniwersytet Pittsburski
Uniwersytet Pittsburski (ang. University of Pittsburgh) – uniwersytet w mieście Pittsburgh, w Stanach Zjednoczonych, założony w 1787 roku.
W 2013 był na 19. miejscu w rankingu amerykańskich uniwersytetów publicznych i 57. w rankingu wszystkich amerykańskich uniwersytetów. Znany jest zwłaszcza ze swojej szkoły medycznej i ekonomicznej.
Jego Katedra Nauki (Cathedral of Learning), mająca około 163 m wysokości, jest drugim co do wysokości budynkiem edukacyjnym na świecie.